# Mot (Zeitschrift)
mot war eine deutsche Automobil-Zeitschrift (ISSN 1861-6143), die von 1960 bis 2006 im Verlag Motor Presse Stuttgart in Stuttgart produziert wurde. Sie erschien zunächst monatlich und ab 1963 im 14-täglichen Rhythmus (vor der Einstellung wieder monatlich).
Die Ursprünge der Zeitschrift liegen in der Zeitschrift Rollerei und Mobil: Roller, Mobile, Kleinwagen und Mopeds. Diese wurde 1956 in Roller, Mobil, Kleinwagen umbenannt, bevor
im Jahr 1960 der Namenswechsel zuerst in mot Roller-Mobil Kleinwagen und dann in mot erfolgte. 1963 erfolgten abermals Umbenennungen – zuerst in mot prüft Autos, dann in mot testet Autos. Nach der Zusammenführung mit der Motor Rundschau (1970) wurde der Name in mot auto-journal geändert, später nochmals in mot: die autozeitschrift. Von 2005 bis zur Einstellung 2006 wurde der Titel in Motors geändert.
Im Jahr 1999 ist zudem KFZ in dieser Zeitschrift aufgegangen.
Anders als bei der Zeitschrift auto motor und sport, die im gleichen Hause erschien, sollte der Schwerpunkt bei der mot auf der Wirtschaftlichkeit der Fahrzeuge liegen, die zudem bereits länger auf dem Markt sein sollten. Zudem spielte der Motorsport nur eine untergeordnete Rolle.
Chefredakteure waren unter anderem Paul Simsa (1960 bis 1973), Klaus Freund, Günther Homolka, Jochen Kruse (1993 bis 2000) und Hermann Reil (1999 bis 2006). Eine besondere Rolle spielte Engelbert Männer, der eine Zeit lang zusammen mit Wolfgang Hecht als Chefredakteur tätig war und vielfach als „Mister mot“ bezeichnet wurde.